# Neosartorya fischeri
Neosartorya fischeri är en svampart. Neosartorya fischeri ingår i släktet Neosartorya och familjen Trichocomaceae.  Utöver nominatformen finns också underarten glabra.